# Сокар
Сокар (Секер, Сокарис или на старогрчком Socharis) је строегипатски бог соко области Мемфиса, у каснијем периоду постаје хтонско, загробно божанство. Помиње се текстовима пирамида у контексту загробног живота краља.
Приписује му се способност прочишћења и оживљавања. Пре поистовећивања са Озирисом, повезиван је са Птахом и са њим комбинован.
Од Средњег царства сви су синкретизовани у једно божанство: Птах—Сокар—Озирис.

## Приказ
Сокар се приказује прво као соко, а потом као човек са главом сокола. У гробници Тутмеса III приказан је како побеђује змију. Представља моћ над доњим светом и демонима.
Птах-Сокар-Озирис се приказује мумифорно, са круном од перја и хорус огрлицом, на чијим крајевима је глава Хоруса.